# Nanoscypha pulchra
Nanoscypha pulchra är en svampart som beskrevs av Denison 1972. Nanoscypha pulchra ingår i släktet Nanoscypha och familjen Sarcoscyphaceae.   Inga underarter finns listade i Catalogue of Life.